# I mitici - Colpo gobbo a Milano
I mitici - Colpo gobbo a Milano è un film del 1994 diretto da Carlo Vanzina.

## Trama
Giulio, arrestato a Roma per una rapina, riceve in carcere la visita del fratello Fabio a cui spiega che il denaro rubato gli serviva per finanziare un colpo più importante in una gioielleria di Milano. Propone il colpo al fratello, che però non è interessato. Ma quando Fabio si trova senza lavoro, perché il datore di lavoro di Fabio è costretto a licenziarlo per via della crisi, torna da Giulio per farsi spiegare i dettagli del colpo e assieme all'ex collega Enzo parte per Milano.
A Milano, Enzo e Fabio si sistemano alla pensione "Roma" e contattano un dipendente della ditta che ha installato la cassaforte in gioielleria, che è disposto a cedere il sistema di apertura secondario, previsto in caso di smarrimento della combinazione, in cambio di un'ingente somma (quella per cui è stato arrestato Giulio). I due riescono a ottenere il sistema con uno stratagemma raggirando il tecnico, ma vengono scoperti dalla proprietaria della pensione che entra in combutta con loro. Dovendo studiare i sistemi d'allarme della gioielleria, trovano un modo per entrare nella stessa grazie a Deborah, una bella ragazza umbra che conosce Enzo, la quale, spacciandosi per la fidanzata del rampollo di casa Visconti, ottiene l'attenzione del direttore.
La proprietaria della pensione presenta loro Tonino, ex dipendente di una ditta che curava la manutenzione delle fogne, che è in grado di aiutarli a entrare nella gioielleria passando dal sottosuolo. All'uscita dal sopralluogo incontrano il tecnico informatico raggirato che li informa di aver venduto il sistema a una banda concorrente che gli ha dato la somma richiesta e sta già preparando il colpo, consigliando loro di ritirarsi in quanto é gente che non scherza. Enzo decide quindi di lasciare il gruppo e tornare a Roma, ma Fabio e Deborah decidono di non mollare e, dopo aver trovato il covo della banda rivale, scoprono che quest'ultima ha eluso il pavimento sensibile della gioielleria servendosi di un trapezista per raggiungere la cassaforte.
Anche Enzo ha avuto l'idea di usare un trapezista e torna a Milano per assoldare Igor, ma c'è il problema della banda rivale; i due amici fanno quindi una soffiata alla polizia che arresta i ladri concorrenti. Per avere la chiave della gioielleria, Deborah cerca in tutti i modi di sedurre il direttore ma, scoprendo la sua omosessualità, toccherà a Fabio adescare l'uomo in un locale gay, il "Marilyn".
Avendo finalmente la chiave, il furto può essere effettuato e, per coprire i rumori degli scavi, intervengono in aiuto anche i genitori di Igor. A causa di vari imprevisti, il furto fallisce, costringendo i tre a fuggire per le fogne e a nascondersi nelle cantine del palazzo di fronte. Qui abita un politico agli arresti domiciliari per aver preso tangenti e che, sentendo le sirene della polizia e temendo di dover tornare in carcere, decide di buttare nella spazzatura tutte le banconote, nascoste in casa, delle mazzette per le quali era stato inquisito, così che la banda recupera i soldi i quali, come per magia, piovono loro addosso.

## Produzione
Il film è stato prodotto dalla Video 80 e dalla Dean Film.
Il film è stato girato prevalentemente a Milano, in particolare la gioielleria al centro del film si trova in via Monte Napoleone: all'epoca era effettivamente una gioielleria mentre oggi ospita un'altra attività. Altre scene sono girate in piazza San Babila e vicino al Castello Sforzesco. Le scene iniziali sono state girate a Roma, in piazza di Spagna e piazza del Popolo, al Parco degli Acquedotti sull'Appia antica, e nel quartiere Tuscolano. Le scene con la banda rivale, pur essendo ambientate a Milano nella finzione, sono state invece girate a Ostia.
La scena finale, in cui l'inquisito getta i soldi nella spazzatura che vengono raccolti dai protagonisti, è ispirata a un fatto di cronaca realmente avvenuto a seguito delle inchieste di "Tangentopoli".
È l'ultima apparizione cinematografica dell'attore Ugo Bologna

## Distribuzione
Il film è stato distribuito dalla Warner Bros. Italia il 18 febbraio 1994.

## Accoglienza

### Critica
Il film non è stato accolto molto positivamente dalla critica, ma neanche negativamente. Su IMDb ottiene un punteggio di 5.4/10, su MYmovies 3.19/5, su FilmTV 5.4/10, e su Comingsoon 2.7/5.